# ヴィトール・ウーゴ・フランシェスコリ・ジ・ソウザ
ヴィトール・ウーゴ（Vitor Hugo）こと、ヴィトール・ウーゴ・フランシェスコリ・ジ・ソウザ（Vitor Hugo Franchescoli de Souza、1991年5月20日 - ）は、ブラジル出身のサッカー選手。ECバイーア所属。ポジションはディフェンダー。
ヴィートル・ウーゴと表記されることもある。

## 経歴
1991年、ブラジルのパラナ州グアラシで生まれたウーゴは、プロサッカー選手として生計を立てる前はアイスクリームの売り子や綿花を摘むなどして生計を立てると、2015年にSEパルメイラスへ移籍した。最終的にパルメイラスで131試合13ゴールを記録したが、これはパルメイラスに在籍した歴代のディフェンダーの中で11位に位置する得点数だった。
2016シーズンのカンピオナート・ブラジレイロ・セリエAでパルメイラスを約20年ぶりとなるリーグ優勝に導くと、2017年7月にセリエAのACFフィオレンティーナに800万€の移籍金で移籍した。当初はイタリアのサッカーに苦戦するも、ウーゴが自身の兄と呼ぶほど慕い同じセンターバックでありチームのキャプテンを務めていたダヴィデ・アストーリや同時期に加入したヘルマン・ペッセージャ、同じポルトガル語を話すジル・ディアスとブルーノ・ガスパールなどの助けもあり徐々にチームに馴染んだ。
2018年3月11日に スタディオ・アルテミオ・フランキで行われたベネヴェント戦ではこの試合唯一のゴールを挙げた。このゴールはウーゴにとってセリエA初ゴールであったものの得点後すぐにベンチに駆け寄って、1週間前に急逝したアストーリのシャツ向けてに敬礼を捧げた。
2019年7月29日、パルメイラスに復帰することが発表された。
2020年10月4日、スュペル・リグのトラブゾンスポルに2024年までの契約で移籍した。
2022年3月にアンタルヤスポル戦で負傷。当初は復帰まで数ヶ月から半年ほどかかると予想されていたが、約1ヶ月で復帰してリーグ優勝に貢献した。
2023年3月30日、ECバイーアは負傷者が多数出ていたことで手薄になっていたディフェンダーの補強を必要としており、当時SCインテルナシオナルからボタフォゴFRに期限付き移籍中だったビクトル・クエスタとフォルタレーザECのティティに目星をつけた。けれども、クエスタとティティに断れたことで、闘病中だった母親のために2024年までの契約を前倒しで終わらせてブラジルに帰国したいウーゴが候補に上がり、3月末にバイーアと2026年までの契約合意したことが報じられた。
4月3日にはトラブゾンスポルから退団することが公表され、これまでの貢献が評価されてクラブから記念の盾が贈呈された。
しかし、その後すぐに彼の母親が他界した影響でバイーアに入団することが正式発表されたのは4月中旬となった。

## タイトル
パルメイラス
- カンピオナート・ブラジレイロ・セリエA : 2016
- カンピオナート・パウリスタ : 2020
- コパ・ド・ブラジル : 2015
- コパ・リベルタドーレス : 2020

トラブゾンスポル
- スュペル・リグ : 2021-22
- TFFスュペル・クパ（英語版） : 2020-21, 2022-23